# Ние ще следваме само вас
„Ние ще следваме само вас“ е пропаганден химн на Северна Корея, посветен на лидера на страната Ким Чен Ун. Песента е излъчена за първи път по корейската централна телевизия през декември 2013.
Хората в заводите и училищата са задължени да пеят песента, понякога пред камерата.
Химнът се излъчва често в севернокорейските държавни медии.
|  | Тази страница частично или изцяло представлява превод на страницата We Will Follow You Only в Уикипедия на английски. Оригиналният текст, както и този превод, са защитени от Лиценза „Криейтив Комънс – Признание – Споделяне на споделеното“, а за съдържание, създадено преди юни 2009 година – от Лиценза за свободна документация на ГНУ. Прегледайте историята на редакциите на оригиналната страница, както и на преводната страница, за да видите списъка на съавторите. ВАЖНО: Този шаблон се отнася единствено до авторските права върху съдържанието на статията. Добавянето му не отменя изискването да се посочват конкретни източници на твърденията, които да бъдат благонадеждни. |